# Tepehuan du Sud-Est
Le tepehuan du Sud-Est (oꞌdam en tepehuan du Sud-Est), ou haut tepehuan du Sud, est une langue uto-aztèque du Sud parlée au Mexique par les indiens tepehuanes, dans le sud de l'État de Durango par environ 15 000 personnes.
Le tepehuan du Sud-Est, avec le tepehuan du Sud-Ouest, l’o'odham, le pima bajo et le tepehuan du Nord, appartient à la branche des langues pimiques (en).

## Variétés
Le tepehuan du Sud-Est se divise en deux variétés: 
- Le bas tepehuan du Sud ;
- Le tepehuan du Sud central.

Le tepehuan du Sud-Ouest est parfois regroupé avec ceux-ci dans le « tepehuan du Sud ».

## Écriture
| a | b | bh | ch | d | dh | e | ɇ | g | i | ɨ | j | k | l | lh | m | n | ñ | o | p | r | s | t | u | x | y | ꞌ |

## Phonologie
Les tableaux présentent la phonologie du tepehuan du Sud-Est, les voyelles et les consonnes.

### Voyelles
|         | Antérieure    | Centrale      | Postérieure   |
| ------- | ------------- | ------------- | ------------- |
| Fermée  | i [i] iː [iː] | ɨ [ɨ] ɨː [ɨː] | u [u] uː [uː] |
| Moyenne | e [e] eː [eː] | ɇ [ɵ] ɇː [ɵː] | o [o] oː [oː] |
| Ouverte |               | a [a] aː [aː] |               |

### Consonnes
|               |               | Bilabiale | Dentale | Latérale | Palatale | Vélaire | Glottale |
| ------------- | ------------- | --------- | ------- | -------- | -------- | ------- | -------- |
| Occlusives    | Sourdes       | p [p]     | t [t]   |          |          | k [k]   | ' [ʔ]    |
| Occlusives    | Sonores       | b [b]     | d [d]   |          | dh [ɟ]   | g [g]   |          |
| Fricatives    | Fricatives    | bh [β]    | s [s]   |          | x [ʃ]    |         | h [h]    |
| Affriquées    | Affriquées    |           |         |          | ch [tʃ]  |         |          |
| Nasales       | Nasales       | m [m]     | n [n]   |          | ñ [ɲ]    |         |          |
| Liquides      | Liquides      |           | r [r]   | l [l]    |          |         |          |
| Semi-voyelles | Semi-voyelles |           |         |          | y [j]    |         |          |